# جورج مورغان (تنس)
جورج مورغان (بالإنجليزية: George Morgan)‏ مواليد 7 فبراير 1993 في إنجلترا، هو لاعب كرة مضرب بريطاني بدأ مسيرته كمحترف سنة 2011 يلعب باليد اليمنى. أعلى تصنيف له في الفردي كان المركز الـ 649 في سنة 2012. أعلى تصنيف له في الزوجي كان المركز الـ 510 في سنة 2012.

## روابط خارجية
- جورج مورغان على موقع رابطة محترفي التنس (الإنجليزية)
- جورج مورغان على موقع الاتحاد الدولي لكرة المضرب (الإنجليزية)
- جورج مورغان على موقع خلاصة التنس.كوم (الإنجليزية)
- جورج مورغان على موقع إي إس بي إن.كوم (الإنجليزية)